# Kando
Kando là một tổng thuộc  tỉnh Kouritenga ở phía đông Burkina Faso. Thủ phủ là thị xã Kando. Theo điều tra dân số năm 1996, tổng này có tổng dân số 28.481.

## Các thị xã và làng xã
- Kando (2.329 dân) (thủ phủ)
- Bagwokin (586 dân)
- Bissiga (325 dân)
- Bougrétenga (2 014 dân)
- Guirgo (1 869 dân)
- Hamidin (586 dân)
- Ibga (1 368 dân)
- Kampelsezougou (1 702 dân)
- Kiongo (245 dân)
- Kodé-Mendé (3 127 dân)
- Lelkom (1 110 dân)
- Mobèga (1 054 dân)
- Nabnongomzougo (903 dân)
- Neem (590 dân)
- Nigui (1 380 dân)
- Pissi (2 420 dân)
- Poessin (472 dân)
- Salagin (634 dân)
- Soalga (4 551 dân)
- Tankoemsé (596 dân)
- Tansèga (410 dân)
- Yargo (210 dân)